# Eleições parlamentares europeias de 1989 no distrito de Bragança
| Eleições parlamentares europeias de 1989 Distritos: Aveiro \| Beja \| Braga \| Bragança \| Castelo Branco \| Coimbra \| Évora \| Faro \| Guarda \| Leiria \| Lisboa \| Portalegre \| Porto \| Santarém \| Setúbal \| Viana do Castelo \| Vila Real \| Viseu \| Açores \| Madeira \| Estrangeiro |

## Resultados por concelho
Os resultados nos concelhos do Distrito de Bragança foram os seguintes:

### Alfândega da Fé
| Partido                 | Partido                           | Votos | %               | +/-   |
| ----------------------- | --------------------------------- | ----- | --------------- | ----- |
|                         | Partido Social Democrata          | 1 332 | 39,89 / 100,00  | 9,16  |
|                         | Partido Socialista                | 819   | 24,53 / 100,00  | 6,11  |
|                         | Centro Democrático Social         | 704   | 21,08 / 100,00  | 3,94  |
|                         | Coligação Democrática Unitária    | 165   | 4,94 / 100,00   | 0,21  |
|                         | Partido Popular Monárquico        | 38    | 1,14 / 100,00   | 0,45  |
|                         | Partido Socialista Revolucionário | 37    | 1,11 / 100,00   | 0,47  |
|                         | Partido da Democracia Cristã      | 34    | 1,02 / 100,00   | 0,05  |
|                         | Outros (com menos de 1,00%)       | 111   | 3,33 / 100,00   |       |
| Votos Inválidos         | Votos Inválidos                   | 99    | 2,96 / 100,00   | 0,92  |
| Total                   | Total                             | 3 339 | 100,00 / 100,00 |       |
| Eleitorado/Participação | Eleitorado/Participação           | 6 117 | 54,59 / 100,00  | 15,06 |

### Bragança
| Partido                 | Partido                         | Votos  | %               | +/-   |
| ----------------------- | ------------------------------- | ------ | --------------- | ----- |
|                         | Partido Social Democrata        | 4 419  | 34,31 / 100,00  | 10,11 |
|                         | Partido Socialista              | 3 575  | 27,75 / 100,00  | 6,22  |
|                         | Centro Democrático Social       | 2 962  | 23,00 / 100,00  | 2,39  |
|                         | Coligação Democrática Unitária  | 535    | 4,15 / 100,00   | 1,26  |
|                         | Partido Popular Monárquico      | 215    | 1,67 / 100,00   | 0,12  |
|                         | Partido da Democracia Cristã    | 162    | 1,26 / 100,00   | 0,43  |
|                         | Movimento Democrático Português | 157    | 1,22 / 100,00   | 0,30  |
|                         | Outros (com menos de 1,00%)     | 307    | 2,39 / 100,00   |       |
| Votos Inválidos         | Votos Inválidos                 | 549    | 4,26 / 100,00   | 0,25  |
| Total                   | Total                           | 12 881 | 100,00 / 100,00 |       |
| Eleitorado/Participação | Eleitorado/Participação         | 29 643 | 43,45 / 100,00  | 21,32 |

### Carrazeda de Ansiães
| Partido                 | Partido                         | Votos | %               | +/-   |
| ----------------------- | ------------------------------- | ----- | --------------- | ----- |
|                         | Partido Social Democrata        | 1 934 | 43,27 / 100,00  | 5,88  |
|                         | Partido Socialista              | 1 024 | 22,91 / 100,00  | 5,55  |
|                         | Centro Democrático Social       | 962   | 21,52 / 100,00  | 1,84  |
|                         | Coligação Democrática Unitária  | 131   | 2,93 / 100,00   | 0,31  |
|                         | Partido da Democracia Cristã    | 70    | 1,57 / 100,00   | 0,66  |
|                         | Movimento Democrático Português | 53    | 1,19 / 100,00   | 0,42  |
|                         | Outros (com menos de 1,00%)     | 121   | 2,71 / 100,00   |       |
| Votos Inválidos         | Votos Inválidos                 | 175   | 3,91 / 100,00   | 0,39  |
| Total                   | Total                           | 4 470 | 100,00 / 100,00 |       |
| Eleitorado/Participação | Eleitorado/Participação         | 8 352 | 53,52 / 100,00  | 14,34 |

### Freixo de Espada à Cinta
| Partido                 | Partido                        | Votos | %               | +/-   |
| ----------------------- | ------------------------------ | ----- | --------------- | ----- |
|                         | Partido Social Democrata       | 927   | 39,48 / 100,00  | 8,04  |
|                         | Partido Socialista             | 839   | 35,73 / 100,00  | 10,83 |
|                         | Centro Democrático Social      | 298   | 12,69 / 100,00  | 1,30  |
|                         | Coligação Democrática Unitária | 112   | 4,77 / 100,00   | 0,45  |
|                         | Outros (com menos de 1,00%)    | 101   | 4,21 / 100,00   |       |
| Votos Inválidos         | Votos Inválidos                | 73    | 3,11 / 100,00   | 1,72  |
| Total                   | Total                          | 2 348 | 100,00 / 100,00 |       |
| Eleitorado/Participação | Eleitorado/Participação        | 4 585 | 51,21 / 100,00  | 17,01 |

### Macedo de Cavaleiros
| Partido                 | Partido                        | Votos  | %               | +/-   |
| ----------------------- | ------------------------------ | ------ | --------------- | ----- |
|                         | Partido Social Democrata       | 2 799  | 36,96 / 100,00  | 13,46 |
|                         | Centro Democrático Social      | 2 355  | 31,09 / 100,00  | 8,35  |
|                         | Partido Socialista             | 1 475  | 19,47 / 100,00  | 4,11  |
|                         | Coligação Democrática Unitária | 224    | 2,96 / 100,00   | 0,81  |
|                         | Partido da Democracia Cristã   | 89     | 1,18 / 100,00   | 0,10  |
|                         | Outros (com menos de 1,00%)    | 311    | 4,11 / 100,00   |       |
| Votos Inválidos         | Votos Inválidos                | 321    | 4,24 / 100,00   | 0,64  |
| Total                   | Total                          | 7 574  | 100,00 / 100,00 |       |
| Eleitorado/Participação | Eleitorado/Participação        | 16 783 | 45,13 / 100,00  | 18,73 |

### Miranda do Douro
| Partido                 | Partido                        | Votos | %               | +/-   |
| ----------------------- | ------------------------------ | ----- | --------------- | ----- |
|                         | Partido Social Democrata       | 1 390 | 39,37 / 100,00  | 8,98  |
|                         | Partido Socialista             | 1 179 | 33,39 / 100,00  | 11,10 |
|                         | Centro Democrático Social      | 534   | 15,12 / 100,00  | 0,19  |
|                         | Coligação Democrática Unitária | 90    | 2,55 / 100,00   | 0,29  |
|                         | Partido da Democracia Cristã   | 49    | 1,39 / 100,00   | 0,18  |
|                         | Outros (com menos de 1,00%)    | 130   | 3,67 / 100,00   |       |
| Votos Inválidos         | Votos Inválidos                | 159   | 4,50 / 100,00   | 0,68  |
| Total                   | Total                          | 3 531 | 100,00 / 100,00 |       |
| Eleitorado/Participação | Eleitorado/Participação        | 8 265 | 42,72 / 100,00  | 20,67 |

### Mirandela
| Partido                 | Partido                        | Votos  | %               | +/-   |
| ----------------------- | ------------------------------ | ------ | --------------- | ----- |
|                         | Partido Social Democrata       | 3 635  | 35,21 / 100,00  | 10,54 |
|                         | Centro Democrático Social      | 2 841  | 27,52 / 100,00  | 4,93  |
|                         | Partido Socialista             | 2 318  | 22,45 / 100,00  | 4,21  |
|                         | Coligação Democrática Unitária | 561    | 5,43 / 100,00   | 1,29  |
|                         | Partido Popular Monárquico     | 130    | 1,26 / 100,00   | 0,09  |
|                         | Partido da Democracia Cristã   | 124    | 1,20 / 100,00   | 0,25  |
|                         | Outros (com menos de 1,00%)    | 327    | 3,17 / 100,00   |       |
| Votos Inválidos         | Votos Inválidos                | 389    | 3,77 / 100,00   | 0,40  |
| Total                   | Total                          | 10 325 | 100,00 / 100,00 |       |
| Eleitorado/Participação | Eleitorado/Participação        | 22 700 | 45,48 / 100,00  | 20,23 |

### Mogadouro
| Partido                 | Partido                        | Votos  | %               | +/-   |
| ----------------------- | ------------------------------ | ------ | --------------- | ----- |
|                         | Partido Social Democrata       | 2 629  | 48,86 / 100,00  | 7,90  |
|                         | Partido Socialista             | 1 175  | 21,84 / 100,00  | 7,10  |
|                         | Centro Democrático Social      | 1 008  | 18,73 / 100,00  | 0,23  |
|                         | Coligação Democrática Unitária | 97     | 1,80 / 100,00   | 0,09  |
|                         | Partido da Democracia Cristã   | 81     | 1,51 / 100,00   | 0,55  |
|                         | Partido Popular Monárquico     | 60     | 1,12 / 100,00   | 0,13  |
|                         | Outros (com menos de 1,00%)    | 158    | 2,94 / 100,00   |       |
| Votos Inválidos         | Votos Inválidos                | 173    | 3,22 / 100,00   | 0,40  |
| Total                   | Total                          | 5 381  | 100,00 / 100,00 |       |
| Eleitorado/Participação | Eleitorado/Participação        | 11 817 | 45,54 / 100,00  | 20,33 |

### Torre de Moncorvo
| Partido                 | Partido                        | Votos  | %               | +/-   |
| ----------------------- | ------------------------------ | ------ | --------------- | ----- |
|                         | Partido Social Democrata       | 2 233  | 39,02 / 100,00  | 4,81  |
|                         | Partido Socialista             | 1 888  | 33,00 / 100,00  | 8,63  |
|                         | Centro Democrático Social      | 886    | 15,48 / 100,00  | 2,01  |
|                         | Coligação Democrática Unitária | 160    | 2,80 / 100,00   | 0,80  |
|                         | Partido Popular Monárquico     | 78     | 1,36 / 100,00   | 0,35  |
|                         | Partido da Democracia Cristã   | 73     | 1,28 / 100,00   | 0,39  |
|                         | Outros (com menos de 1,00%)    | 180    | 3,15 / 100,00   |       |
| Votos Inválidos         | Votos Inválidos                | 224    | 3,91 / 100,00   | 0,96  |
| Total                   | Total                          | 5 722  | 100,00 / 100,00 |       |
| Eleitorado/Participação | Eleitorado/Participação        | 11 014 | 51,95 / 100,00  | 14,34 |

### Vila Flor
| Partido                 | Partido                           | Votos | %               | +/-   |
| ----------------------- | --------------------------------- | ----- | --------------- | ----- |
|                         | Partido Social Democrata          | 1 616 | 40,68 / 100,00  | 8,85  |
|                         | Partido Socialista                | 904   | 22,76 / 100,00  | 4,15  |
|                         | Centro Democrático Social         | 839   | 21,12 / 100,00  | 4,18  |
|                         | Coligação Democrática Unitária    | 243   | 6,12 / 100,00   | 0,86  |
|                         | Movimento Democrático Português   | 43    | 1,08 / 100,00   | 0,46  |
|                         | Partido Socialista Revolucionário | 40    | 1,01 / 100,00   | 0,63  |
|                         | Outros (com menos de 1,00%)       | 130   | 3,27 / 100,00   |       |
| Votos Inválidos         | Votos Inválidos                   | 157   | 3,95 / 100,00   | 0,13  |
| Total                   | Total                             | 3 972 | 100,00 / 100,00 |       |
| Eleitorado/Participação | Eleitorado/Participação           | 7 636 | 52,02 / 100,00  | 15,14 |

### Vimioso
| Partido                 | Partido                           | Votos | %               | +/-   |
| ----------------------- | --------------------------------- | ----- | --------------- | ----- |
|                         | Partido Social Democrata          | 1 293 | 49,98 / 100,00  | 4,92  |
|                         | Partido Socialista                | 656   | 25,36 / 100,00  | 8,48  |
|                         | Centro Democrático Social         | 310   | 11,98 / 100,00  | 2,85  |
|                         | Coligação Democrática Unitária    | 53    | 2,05 / 100,00   | 0,50  |
|                         | Partido Socialista Revolucionário | 32    | 1,24 / 100,00   | 0,66  |
|                         | Partido Popular Monárquico        | 27    | 1,04 / 100,00   | 0,25  |
|                         | Outros (com menos de 1,00%)       | 75    | 2,89 / 100,00   |       |
| Votos Inválidos         | Votos Inválidos                   | 141   | 5,45 / 100,00   | 0,69  |
| Total                   | Total                             | 2 587 | 100,00 / 100,00 |       |
| Eleitorado/Participação | Eleitorado/Participação           | 6 288 | 41,14 / 100,00  | 20,73 |

### Vinhais
| Partido                 | Partido                        | Votos  | %               | +/-   |
| ----------------------- | ------------------------------ | ------ | --------------- | ----- |
|                         | Partido Social Democrata       | 1 966  | 37,98 / 100,00  | 8,05  |
|                         | Centro Democrático Social      | 1 406  | 27,16 / 100,00  | 0,09  |
|                         | Partido Socialista             | 1 232  | 23,80 / 100,00  | 9,36  |
|                         | Coligação Democrática Unitária | 138    | 2,67 / 100,00   | 0,51  |
|                         | Partido da Democracia Cristã   | 56     | 1,08 / 100,00   | 0,14  |
|                         | Outros (com menos de 1,00%)    | 204    | 3,95 / 100,00   |       |
| Votos Inválidos         | Votos Inválidos                | 174    | 3,36 / 100,00   | 0,49  |
| Total                   | Total                          | 5 176  | 100,00 / 100,00 |       |
| Eleitorado/Participação | Eleitorado/Participação        | 12 849 | 40,28 / 100,00  | 18,79 |